# Mary Fallin
Mary Fallin (født 9. december 1954 i Warrensburg, Missouri) er en amerikansk politiker. Hun var den 27. guvernør i den amerikanske delstat Oklahoma fra 2011 indtil 2019. Hun er medlem af det Republikanske parti.
Fallin var viceguvernør i Oklahoma fra 1995 til 2007. Hun blev medlem af Repræsentanternes Hus i 2007, og sad der indtil hun overtog embedet som guvernør den 10. januar 2011.